# Saint-Priest-Taurion
Saint-Priest-Taurion (okzitanisch: Sent Préch) ist eine französische Gemeinde mit 2.896 Einwohnern (Stand: 1. Januar 2022) im Département Haute-Vienne in der Region Nouvelle-Aquitaine; sie gehört zum Arrondissement Limoges und zum Kanton Saint-Léonard-de-Noblat. Die Einwohner werden Houliérois(es) genannt.

## Geographie
Saint-Priest-Taurion liegt am Rande des Bergmassivs Monts d’Ambazac am Fluss Taurion, der hier in die Vienne mündet. Umgeben wird Saint-Priest-Taurion von den Nachbargemeinden Ambazac im Norden, Saint-Martin-Terressus im Osten und Nordosten, Le Châtenet-en-Dognon im Osten, Royères im Südosten, Saint-Just-le-Martel im Süden, Le Palais-sur-Vienne im Südwesten sowie Rilhac-Rancon im Westen und Südwesten.

## Bevölkerungsentwicklung
| Jahr      | 1962 | 1968 | 1975 | 1982 | 1990 | 1999 | 2006 | 2012 |
| Einwohner | 1656 | 1687 | 1690 | 2266 | 2506 | 2613 | 2675 | 2830 |

## Sehenswürdigkeiten

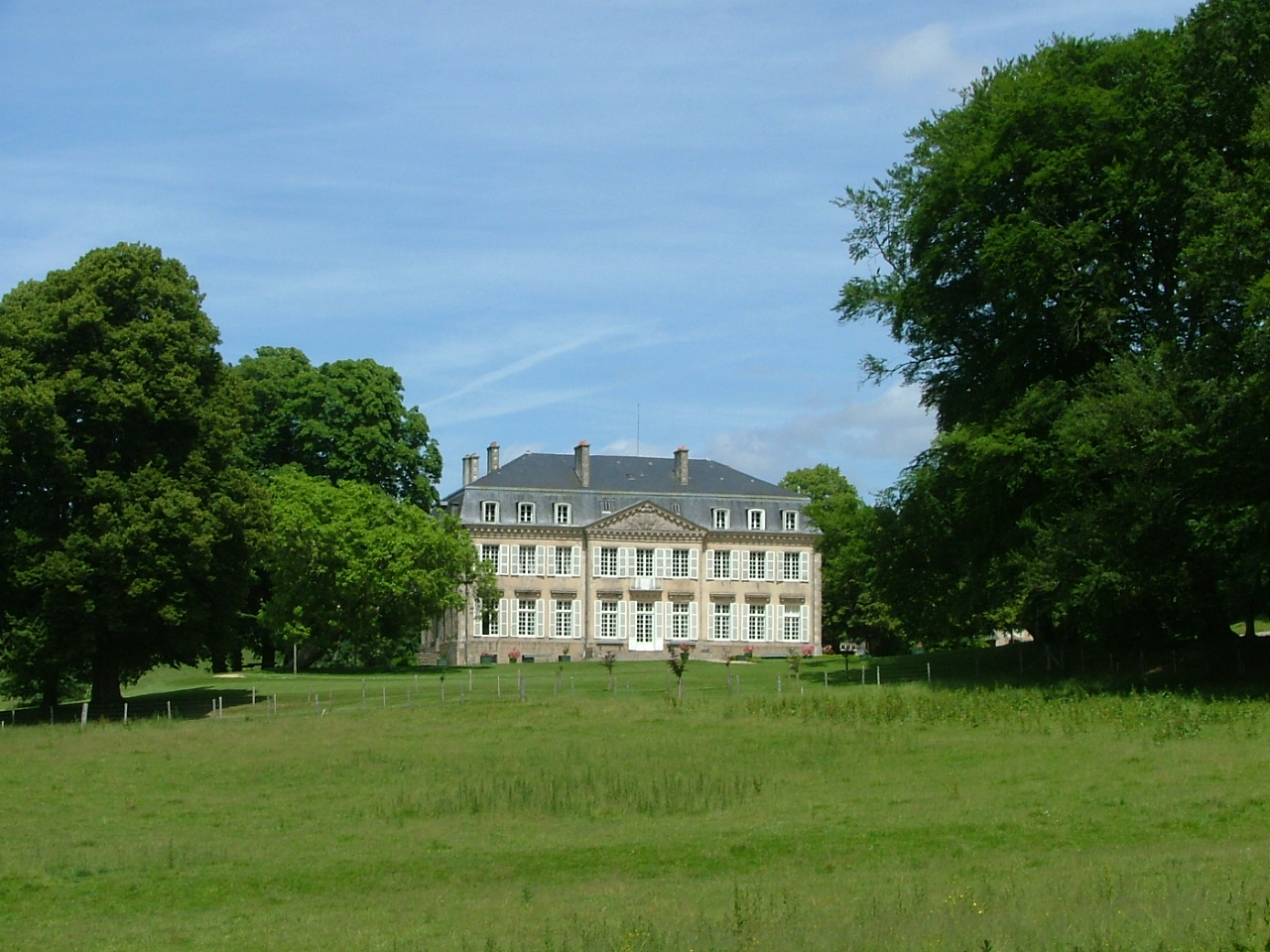
Schloss Salvanet

- Schloss Salvanet mit Park aus dem 18. Jahrhundert (Monument historique)